# Ель-Гайда
Ель-Гайда (араб. الغيضة) — місто в Ємені. Адміністративний та економічний центр мухафази Ель-Махра. Чисельність населення, за даними перепису 2004 року, становить 13 987 осіб.

## Розташування
Розташоване у східній частині країни, на березі Аденської затоки Аравійського моря.
Перше велике місто в країні, що знаходяться ближче до кордону з Оманом.
На відстані в 1 км від центру міста є летовище, яке обслуговує пасажирів внутрішніх рейсів.

## Туризм
Від минулих епох у Ель-Гайді залишилися давні споруди, від деяких лише фрагменти. Тутешні пляжі приваблюють туристів з різних країн.